# لارس بو
لارس بو (بالدنماركية: Lars Bo)‏ هو نقاش ورسام وكاتب دنماركي، ولد في 29 مايو 1924 في كولدنغ في الدنمارك، وتوفي في 21 أكتوبر 1999 في باريس في فرنسا.